# InVader
InVader é o quarto álbum de estúdio da banda finlandesa de glam metal Reckless Love, lançado em 4 de março de 2016 por meio da Spinefarm Records.

## Lista de faixas
| N.º            | Título                                               | Duração |  |
| 1.             | "We Are the Weekend" (Nós Somos o Fim de Semana)     | 4:21    |  |
| 2.             | "Hands" (Mãos)                                       | 4:10    |  |
| 3.             | "Monster" (Monstro)                                  | 3:48    |  |
| 4.             | "Child of the Sun" (Filho do Sol)                    | 3:58    |  |
| 5.             | "Bullettime" (Bullet time)                           | 4:01    |  |
| 6.             | "Scandinavian Girls" (Meninas Escandinavas)          | 3:47    |  |
| 7.             | "Pretty Boy Swagger" (Bravata do Garoto Bonitinho)   | 3:25    |  |
| 8.             | "Rock It" (Chacoalhe)                                | 3:57    |  |
| 9.             | "Destiny" (Destino)                                  | 3:59    |  |
| 10.            | "Let's Get Cracking (THWP)" (Vamos Agilizar (EAQNF)) | 5:28    |  |
| Duração total: | Duração total:                                       | 40:54   |  |

## Recepção da crítica
| Críticas profissionais        | Críticas profissionais |
| Avaliações da crítica         | Avaliações da crítica  |
| Fonte                         | Avaliação              |
| ----------------------------- | ---------------------- |
| Classic Rock                  | [ 1 ]                  |
| Dangerdog Music Reviews       | 5.0/5.0                |
| Brave Words & Bloody Knuckles | 8.5/10                 |
| Sea of Tranquility            | [ 7 ]                  |
| Soundi.fi                     | [ 8 ]                  |
| Ultimate Guitar               | 7/10                   |

Escrevendo para a Classic Rock, Johnny Sharp apontou os elementos pop de várias canções como "tentativas flagrantes de fazer músicas para rádio daquelas de cantar junto" e disse ao final que "percebemos tudo isso, como alguém cantou uma vez, não é nada mais do que diversão. Isso é o que eles dirão à 'patrulha do gosto', de qualquer maneira."
No Dangerdog, Craig Hartranft disse que os meninos "escrevem algumas músicas de rock n roll de qualidade. Melodias muito cativantes de rock n roll", elogiou suas performances individuais e disse que "provavelmente é justo dizer que não há uma única música ruim neste álbum".
Nick Balazs do Brave Words & Bloody Knuckles também notou as incursões pop e até mesmo de rap da banda, mas sentiu que os músicos "mantêm a atitude divertida e positiva do Reckless Love". Ele concluiu sua análise dizendo: "Alguns desses novos sons no InVader são questionáveis, mas eu elogio totalmente uma banda por não descansar sobre os louros e tentar algo novo."
Uma análise não assinada da equipe do Ultimate Guitar afirma que o álbum "mostra os membros deste grupo selvagem inclinando-se cada vez mais para um som mais mainstream [...] ao misturar guitarra de rock agressivo com refrães melódicos e uma produção luxuosa." Eles disseram que a impressão final com InVader é "como o Reckless Love foi capaz de alcançar mais uma vez aquele som de rock vintage" e concluíram dizendo que "o álbum retém o suficiente de sua atitude característica de glam metal para se manter em destaque [...] há o momentos memoráveis suficientes ao longo de "InVader" para atrair o interesse de ouvintes familiares e constituir a escolha de uma cópia para a coleção. [sic]"
Em uma crítica menos positiva, Steven Reid do Sea of Tranquility disse que "os rapazes do Reckless não esconderam seu desejo de ampliar seu som, no entanto, não posso dizer que esperava que isso resultasse em um álbum tão descartável, tão leve, tão completamente desprovido do rock que fez o nome desta banda, que está quase irreconhecível." Ele disse ainda que InVader "possui três ou quatro canções que resistem a uma repetição. O resto? Bem, não é nem mesmo música pop particularmente boa e, nas apostas descartáveis, está aqui hoje tanto quanto estará fora amanhã [...]"

## Desempenho nas paradas
| Parada                              | Maior colocação |
| ----------------------------------- | --------------- |
| Finlândia (Suomen virallinen lista) | 8               |

## Créditos
- Olli Herman - vocais principais
- Pepe Reckless - guitarra
- Hessu Maxx - bateria
- Jalle Verne - baixo
- Produzido por Ikka Wirtanen